# Kommandant der Seeverteidigung Dalmatien
Der Kommandant der Seeverteidigung Dalmatien, kurz Seekommandant Dalmatien, war ein regionaler Küstenbefehlshaber der deutschen Kriegsmarine im Zweiten Weltkrieg mit Sitz in Split. Er war dem Kommandierenden Admiral Adria unterstellt.

## Geschichte
Nach dem Waffenstillstand Italiens Anfang September 1943 wurde die Dienststelle eingerichtet. Der Befehlsbereich war nördlich von Kotor bis Susak ohne die Inseln Cherso und Lussin.
Es wurden mehrere Hafenkommandanten eingerichtet.
Im April 1944 wurde der Bereich in den Kommandant der Seeverteidigung Süddalmatien und Kommandant der Seeverteidigung Norddalmatien aufgeteilt.

### Seekommandant Süddalmatien
Der ehemalige Seekommandant Dalmatien war nach der Einrichtung der neuen Dienststelle Kommandant der Seeverteidigung Süddalmatien für diesen Bereich verantwortlich. Die Unterstellung blieb beim Admiral Adria. Später ging die Dienststelle nach Mostar und wurde nach der Räumung im November 1944 aufgelöst. Die Hafenkommandanten dieses Seekommandanten bestanden bis Kriegsende.

### Seekommandant Norddalmatien
Nach der Teilung des ehemaligen Kommandant der Seeverteidigung Dalmatien wurde der Kommandant der Seeverteidigung Norddalmatien in Sebenico eingerichtet. Die Unterstellung blieb beim Admiral Adria. Mit der Räumung des Gebietes wurde aus der Marineartillerieabteilung die Marineschützenbataillone 581, 582 und 583 bei dem XV. Gebirgs-Armeekorps. Der Stab in Bihac wurde im Dezember 1944 aufgelöst.

## Gliederung
Für Seekommandant Dalmatien:
- Marineartillerieabteilung 540
- Marineartillerieabteilung 612
- Hafenkommandant Zara
- Hafenkommandant Sebenico
- Hafenkommandant Split
- Hafenkommandant Gravosa (ab Januar 1944)
- Hafenkommandant Dubrovnik
- Hafenkommandant Triest
- Hafenkommandant Pola (ab Oktober 1943)
- Hafenkommandant Fiume (ab Dezember 1943)

Für Seekommandant Süddalmatien:
- Marineartillerieabteilung 612
- Marineartillerieabteilung 628
- Hafenkommandant Triest (bis Kriegsende)
- Hafenkommandant Pola (bis Kriegsende)
- Hafenkommandant Fiume (bis Kriegsende)

Für Seekommandant Norddalmatien:
- Marineartillerieabteilung 540
- Hafenkommandant Zara
- Hafenkommandant Sebenico
- Hafenkommandant Split
- Hafenkommandant Gravosa (bis Oktober 1944)
- Hafenkommandant Dubrovnik

## Seekommandanten
Dalmatien:
- Kapitän zur See Hugo Freiherr von Lamezan: von der Einrichtung bis April 1944

Süddalmatien:
- Kapitän zur See Hugo Freiherr von Lamezan: von April 1944 bis zur Auflösung im November 1944

Norddalmatien:
- Kapitän zur See Konrad Weygold: von April 1944 bis zur Auflösung im Dezember 1944